# Peter Remie
Peter Remie (Breda, 13 september 1964) is een Nederlands voormalig profvoetballer.
Remie spendeerde het grootste gedeelte van carrière bij NAC Breda waar hij tevens als jeugdtrainer en scout werkzaam was.
Remie maakte zijn debuut voor NAC Breda op 16 september 1984 in de met 2-1 verloren uitwedstrijd tegen FC Volendam. Aan het einde van zijn eerste seizoen degradeerde NAC naar de Eerste divisie. De volgende acht seizoenen bleef NAC in de eerste divisie totdat in seizoen 1992-93 NAC via de nacompetitie naar de Eredivisie wist te promoveren.
Gedurende het seizoen 1996-97 waar Remie niet meer aan spelen toe kwam, vertrok hij naar FC Eindhoven waar hij het seizoen afmaakte. Het volgende seizoen vertrok hij naar RBC waar hij zijn loopbaan na slechts 7 wedstrijden gespeeld te hebben afsloot.
Na zijn spelersloopbaan te hebben afgesloten keerde Remie terug bij NAC om aan de slag te gaan als jeugdtrainer. In 2010 werd hij ontslagen en trainde hij clubs als RKVV JEKA, Unitas '30 en VV Baardwijk.

## Clubstatistieken
| seizoen | club         | competitie     | duels | goals |
| ------- | ------------ | -------------- | ----- | ----- |
| 1984/85 | NAC Breda    | Eredivisie     | 25    | 4     |
| 1985/86 | NAC Breda    | Eerste divisie | 20    | 5     |
| 1986/87 | NAC Breda    | Eerste divisie | 21    | 1     |
| 1987/88 | NAC Breda    | Eerste divisie | 20    | 1     |
| 1988/89 | NAC Breda    | Eerste divisie | 35    | 5     |
| 1989/90 | NAC Breda    | Eerste divisie | 30    | 6     |
| 1990/91 | NAC Breda    | Eerste divisie | 33    | 6     |
| 1991/92 | NAC Breda    | Eerste divisie | 24    | 1     |
| 1992/93 | NAC Breda    | Eerste divisie | 21    | 0     |
| 1993/94 | NAC Breda    | Eredivisie     | 26    | 3     |
| 1994/95 | NAC Breda    | Eredivisie     | 29    | 7     |
| 1995/96 | NAC Breda    | Eredivisie     | 17    | 5     |
| 1996/97 | NAC Breda    | Eredivisie     | 0     | 0     |
| 1996/97 | FC Eindhoven | Eerste divisie | 17    | 3     |
| 1997/98 | RBC          | Eerste divisie | 7     | 0     |